# Archistratiomys rufipalpis
Archistratiomys rufipalpis är en tvåvingeart som först beskrevs av Christian Rudolph Wilhelm Wiedemann 1830.  Archistratiomys rufipalpis ingår i släktet Archistratiomys och familjen vapenflugor. Inga underarter finns listade i Catalogue of Life.